# 易文簡
易文簡（？年—？年），湖廣夷陵縣（今湖北省宜昌市夷陵區）人。明朝政治人物。

## 生平
易文簡好學深思，與弟文溥自少並有文名，生性友愛。隆慶四年（1570年），與州人陳禹謨、張希載同舉庚午科湖廣鄉試舉人，人稱「鳴時四雋」。官至大理寺評事。